# Associazione Calcio Femminile Milan 2012-2013
Questa voce raccoglie le informazioni riguardanti la Associazione Calcio Femminile Milan nelle competizioni ufficiali della stagione 2012-2013.

## Rosa
Rosa aggiornata alla fine della stagione.
| N. |                    | Ruolo | Calciatrice           |
| -- | ------------------ | ----- | --------------------- |
|    | Italia (bandiera)  | C     | Chiara Agostinelli    |
|    | Italia (bandiera)  | D     | Teresa Arini          |
|    | Italia (bandiera)  | C     | Clarissa Battistini   |
|    | Italia (bandiera)  | C     | Noemi Belotti         |
|    | Italia (bandiera)  | A     | Elisa Buttò           |
|    | Italia (bandiera)  | A     | Giulia Carena         |
|    | Italia (bandiera)  | D     | Sara Chiesa           |
|    | Italia (bandiera)  | C     | Elena D'Apollo        |
|    | Italia (bandiera)  | D     | Stefania De Nardi     |
|    | Italia (bandiera)  | C     | Ilaria Dell'Agostino  |
|    | Italia (bandiera)  | D     | Francesca Dimuro      |
|    | Italia (bandiera)  | P     | Valentina Ferrandi    |
|    | Italia (bandiera)  | C     | Elena Fumagalli       |
|    | Italia (bandiera)  | P     | Meri Jo Geionmnichilo |
|    | Italia (bandiera)  | C     | Arianna Granello      |
|    | Italia (bandiera)  | A     | Sara Grassia          |
|    | Albania (bandiera) | C     | Sara Kasbi            |

| N. |                   | Ruolo | Calciatrice                       |
| -- | ----------------- | ----- | --------------------------------- |
|    | Italia (bandiera) | C     | Claudia Lanzara                   |
|    | Italia (bandiera) | C     | Giulia Moscatiello                |
|    | Italia (bandiera) | A     | Luisa Musella                     |
|    | Italia (bandiera) | C     | Martina Negri                     |
|    | Italia (bandiera) | C     | Teresa Palopoli                   |
|    | Italia (bandiera) | A     | Lorenza Pantusa                   |
|    | Italia (bandiera) | D     | Irene Peschiera                   |
|    | Italia (bandiera) | C     | Lucrezia Pessina                  |
|    | Italia (bandiera) | A     | Jessica Piccinni                  |
|    | Italia (bandiera) | P     | Gessica Pilati                    |
|    | Italia (bandiera) | D     | Alessia Pirri                     |
|    | Italia (bandiera) | A     | Margherita Pogatschnigg           |
|    | Italia (bandiera) | D     | Maria Eleanora Rodriguez Espinoza |
|    | Italia (bandiera) | D     | Elena Venturi                     |
|    | Italia (bandiera) | C     | Vanessa Vicino                    |
|    | Italia (bandiera) | A     | Annalisa Zambetta                 |